# Американський гнилець
Америка́нський гниле́ць (Histolysis infectiosa perniciosa larvae apium, Pestis americana larvae apium) — інфекційна хвороба бджолиного розплоду, що викликається стійкою споротвірною бацилою — Paenibacillus larvae larvae (Bacillus larvae).
Проявляється влітку, рідше навесні. Хворі личинки гинуть у запечатаних комірках стільників, перетворюючись у тягучу клейку масу кавового кольору із запахом гнилі чи запахом столярного клею. Сухі личинки мають вигляд темно-коричневих кірочок, щільно прикріплених до нижніх стінок комірок. Кришечки над ураженим розплодом часто продірявлені або ввігнуті всередину комірок.